# Horváth Elemér
Horváth Elemér (Csorna, 1933. április 15. – 2017 ősze) József Attila-díjas (1997) magyar költő.

## Életpályája
Szülei: Horváth János és Nagy Margit voltak. Tanulmányait Csornán, Győrben, Pannonhalmán végezte el. 1953–1956 között az Eötvös Loránd Tudományegyetem Bölcsészettudományi Karának hallgatója volt. 1956-ban elhagyta Magyarországot, és Olaszországba utazott. 1957–1961 között Firenzében, Rómában és New Yorkban tanult. 1962 óta az USA-ban élt, a New York melletti Mahopacban nyomdász, a Szivárvány című chicagói folyóirat szerkesztője, majd munkatársa volt.

## Művei
- A mindennapok arca (versek, 1962)
- Egy fehér néger naplójából (versek, 1976)
- A homokóra nyaka (versek, 1980)
- Maya tükör (versek, 1982)
- A szélrózsa gyökerei (versek, 1990)
- Scaliger rosa. Új versek 1987-1991; Orpheusz Könyvek, Budapest, 1995
- Menestral. Versek, 1998-2001; Present–Noran, Budapest, 2002
- Talajvíz. Válogatott versek, 1992-1997; Orpheusz, Budapest, 2002

## Díjai, kitüntetései
- Robert Graves-díj (1992)
- Az Év Könyve-jutalom (1995)
- József Attila-díj (1997)
- Ady Endre-díj (1998)